# Апофіка
Апо́фіка, апотека (грец. αποθηκάι, αποθήκη) — чиста, світла, суха, добре провітрювана комора (на відміну від льоху — холодного, вогкого, темного; і прикомірка — комори теплої, сухої, темної, але не провітрюваної); використовувалася для зберігання борошна, круп, а потім сухих трав, пряностей, олії, горіхів, сухих фруктів.
Також апофікою називалося спеціально обладнане місце для зберігання та продажу (переважно оптового) приїжджими торговцями своїх товарів місцевим купцям на території Візантії; місце сплати мита.